# Anna Berreiter
Anna Berreiter (* 3. September 1999 in Berchtesgaden) ist eine deutsche Rennrodlerin, die bei den Olympischen Winterspielen 2022 eine Silbermedaille und im Jahr darauf zwei Weltmeistertitel gewann.

## Werdegang
Anna Berreiter ist Sportsoldatin und lebt in Bischofswiesen. Sie startete für den RC Berchtesgaden, wo sie von Patric Leitner, bis in die A-Jugendzeit von Martin Schwab trainiert wird.

### Jugend- und Juniorinnenzeit
Berreiter durchlief die verschiedenen internationalen Wettbewerbsklassen im Rennrodelsport. Sie gab ihr Debüt im Jugend-A-Weltcup im Dezember 2015 auf ihrer Heimbahn Königssee. Bei einem deutschen Fünffacherfolg erreichte sie sogleich das Podest und musste sich einzig Tina Müller geschlagen geben. Nach einem neunten Rang in Igls gewann sie die beiden übrigen Saisonrennen in Altenberg und Oberhof. In der folgenden Saison 2016/17 rückte sie in den Juniorenweltcup auf. In der ersten Saison in der Altersklasse konnte Berreiter noch nicht völlig an die Leistungen des Vorjahres anknüpfen. Zum Saisonauftakt wurde sie in Igls 16., bei den folgenden beiden Saisonrennen in Oberhof und Winterberg Fünfte und Sechste. In der Gesamtwertung kam sie damit auf den 18. Platz. Das Rennen in Oberhof waren zudem die Europameisterschaften der Juniorinnen, wobei sie ebenfalls Fünfte wurde.

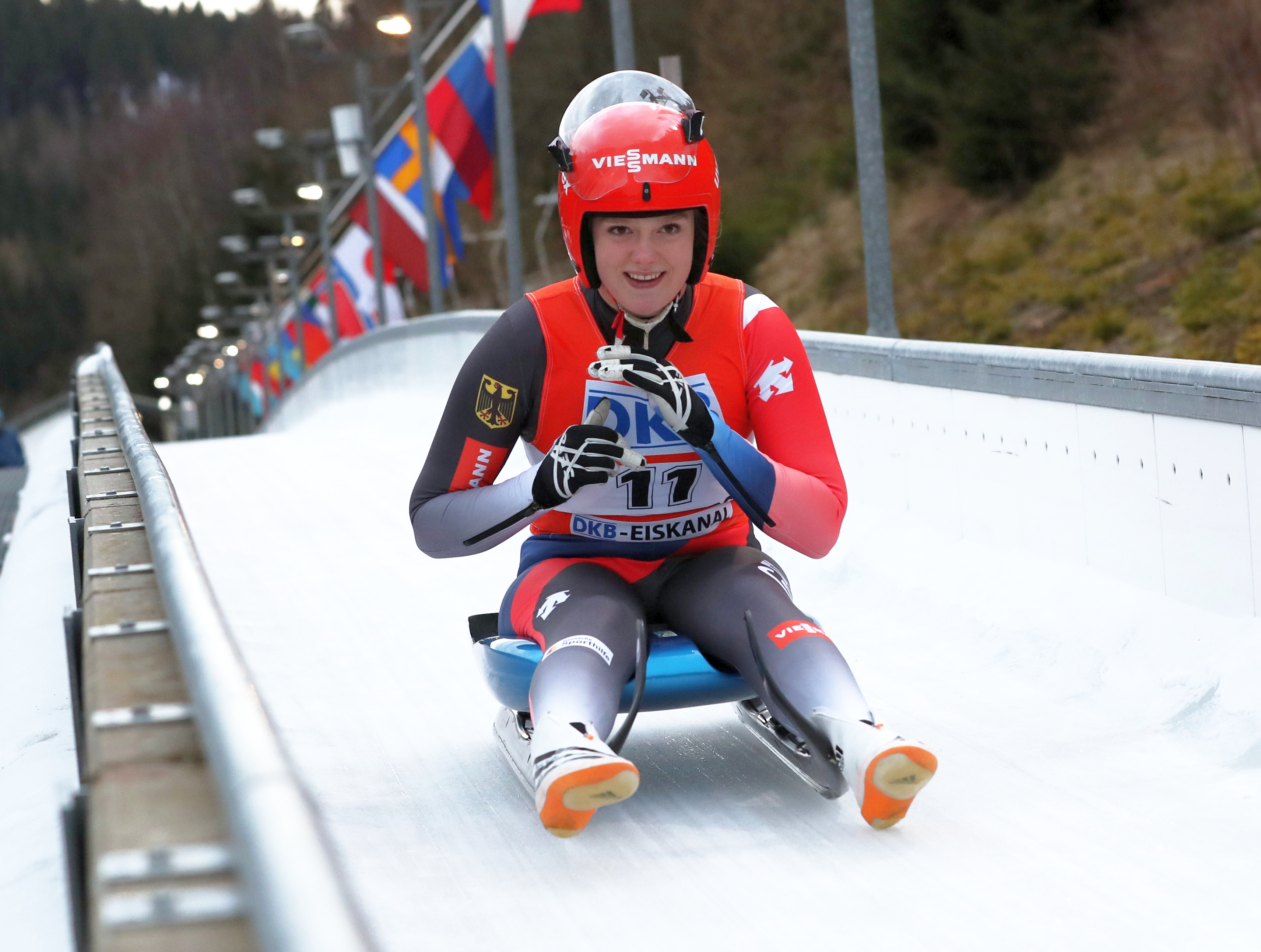
Berreiter im Ziel bei den Junioren-Weltmeisterschaften 2018 in Altenberg

Weitaus erfolgreicher verlief die Saison 2017/18. Berreiter wurde zum Auftakt der Saison bei zwei Rennen in Oberhof jeweils Fünfte, im folgenden Rennen in Königssee fuhr sie hinter Jessica Tiebel erstmals in der Altersklasse auf Rang zwei und damit auf das Podest. Als Dritte wiederholte sie in Igls die Podiumsplatzierungen im vierten und fünften Rennen. In ihrem letzten Saisonrennen in Winterberg, das zudem als Europameisterschaft fungierte, wurde Berreiter Sechste. In der Gesamtwertung des Weltcups wurde sie hinter Cheyenne Rosenthal und Lisa Schulte Dritte. Bei den Rennrodel-Juniorenweltmeisterschaften 2018 in Altenberg verpasste sie als Mitfavoritin auf eine Medaille als Fünftplatzierte die Podiumsränge aufgrund eines schwächeren ersten Laufs. Im zweiten Lauf war nur die in beiden Wertungsläufen Bestzeit fahrende Jessica Tiebel auf ihrer Heimbahn schneller als Berreiter. Die letzte Juniorinnensaison begann sehr erfolgreich. Bei den Rennen in Park City gewann Berreiter nicht nur die beiden Mädchenrennen, sondern an der Seite von Moritz Bollmann sowie dem Doppel Hannes Orlamünder und Paul Gubitz auch beide Rennen mit der Teamstaffel. Danach wurde sie in Calgary hinter Hannah Prock Zweite und gewann erneut mit der Teamstaffel, diese mal mit David Nößler anstelle Bollmanns. in St. Moritz fuhr Berreiter hinter Verena Hofer und Elīna Vītola auf den dritten Platz. Es waren zugleich die Junioreneuropameisterschaften. In der Teamstaffel gewann sie mit Nößler, Orlamünder und Gubitz den Titel. Beim letzten Weltcuprennen in der Altersklasse wurde sie in Winterberg Siebte. Hinter der Russin Tatjana Zwetowa sowie Jessica Degenhardt belegte die den dritten Rang in der Gesamtwertung.

### Anfänge im Weltcup

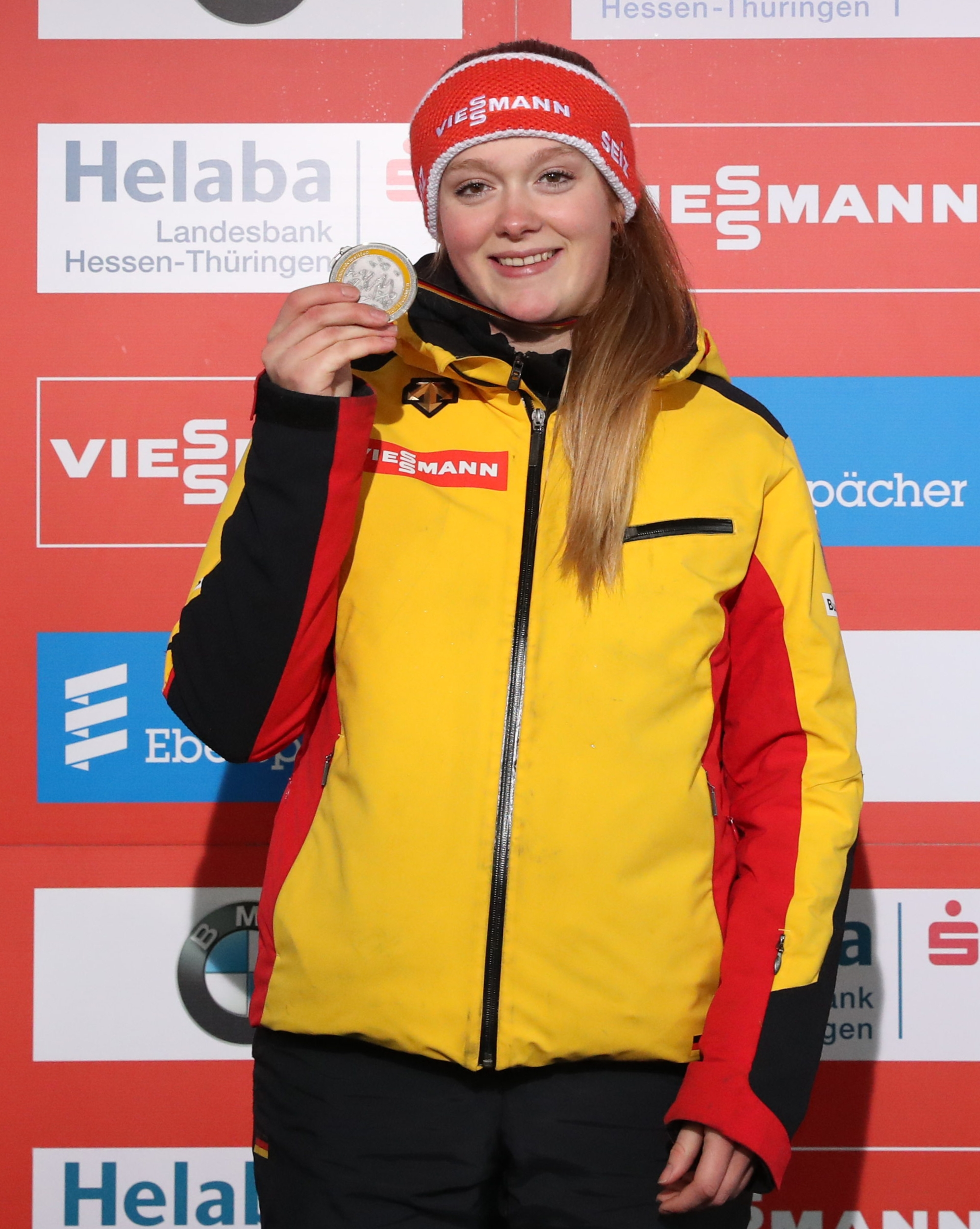
Berreiter bei ihrem ersten Weltcup-Sieg in Oberhof (2020)

Nach dem Rücktritt von Tatjana Hüfner sowie den schwangerschaftsbedingten Ausfällen von Natalie Geisenberger und Dajana Eitberger kam es zur Saison 2019/20 zu einem weitaus früheren und radikalerem Umbruch im deutschen Frauenteam als geplant. Neben die gesetzte Julia Taubitz rückten die Nachwuchsfahrerinnen Jessica Tiebel, Cheyenne Rosenthal und eben Berreiter in das Weltcupteam. Beim traditionellen Saisonauftakt in Igls konnte sie in ihrem ersten Rennen mit Rang sieben sogleich eine einstellige Platzierung erreichen und verpasste die Siegerehrung nur um einen Rang. Nicht ganz so gut verlief das zweite Saisonrennen in Lake Placid. Auf der Bahn, auf der deutsche Nachwuchsfahrerinnen nur selten antreten und deshalb wenig Erfahrung haben, erreichte sie im ersten Lauf nur den 17. Platz. Durch die elftbeste Zeit im zweiten Lauf konnte sich Berreiter noch auf den 15. Rang verbessern und sich damit für ihr erstes Sprintrennen qualifizieren, in dem sie auf den elften Platz fuhr.
Vor dem dritten Saisonrennen in Whistler musste Berreiter aufgrund noch fehlender ausreichender Punkte wie auch in den Rennen zuvor als Neuling in die Qualifikation im Rahmen des Nationencups. Hier gewann sie dabei ihr erstes internationales Rennen in der A-Klasse und konnte unter anderem alle hier weitaus erfahreneren Nordamerikanerinnen hinter sich lassen. Im folgenden Weltcuprennen belegte Berreiter nach dem ersten Lauf den zweiten Rang hinter Tatjana Iwanowa und konnte ihn in einem turbulenten zweiten Durchgang hinter der Russin verteidigen. Somit erreichte sie schon in ihrem dritten Weltcuprennen eine Podiumsplatzierung und damit die Weltspitze. Im folgenden Sprintrennen untermauerte sie ihre Leistung mit einem fünften Platz. Ihren ersten Weltcupsieg konnte sie am 2. Februar 2020 beim Weltcup in Oberhof feiern. Beim Saisonabschluss in Königssee gewann sie erneut. In ihrer ersten Weltcupsaison wurde sie Vierte in der Gesamtwertung.
Zur nachfolgenden Saison 2020/21 kehrten Geisenberger und Eitberger in den deutschen Nationalkader zurück, aus dem mittlerweile Tiebel freiwillig ausgeschieden war. Somit gab es eine Kandidatin mehr als Plätze. Berreiter kämpfte mit den beiden Zurückgekehrten und Rosenthal um drei freie Plätze, von denen sich schnell Geisenberger den ersten, etwas später Eitberger den Zweiten sicherte. Beim abschließenden Duell um den Platz für das erste Saison-Trimester unterlag Berreiter bei den Deutschen Meisterschaften 2020 schließlich gegen Rosenthal. Für die Weltcup-Stationen Igls I, Altenberg und Oberhof erhielt Rosenthal den Vorzug, Berreiter kehrte in Winterberg in den Weltcup zurück, wo sie mit Platz 9 (klassische Disziplin) und 13 (Sprint) eine eher durchwachsene Leistung zeigte; beim Heim-Weltcup am Königssee gelang ein guter vierter Platz. Nach einem verpassten Rennen in Sigulda, bei welchem sie lediglich Platz 17 belegte und in der zugleich vergebenen Europameisterschaftswertung 2021 14. wurde (Platz 4 in der U23-Wertung). Bei der Weltcupstation Oberhof II gelang mit Platz 3 die erste Weltcup-Podestplatzierung der Saison. Mit 223 Punkten erreichte sie in der Gesamtwertung des Weltcups schlussendlich den 19. Rang. Nachdem in Igls erneut Rosenthal eine Chance erhalten hatte, wurde Berreiter für die Weltmeisterschaften am Königssee nominiert. Dort gelang es ihr, wie schon beim Weltcup, zu überzeugen. Nachdem sie im Sprintrennen überraschend hinter Taubitz und vor Eitberger und Geisenberger die Silbermedaille erzielt hatte, wurde sie in der klassischen Disziplin hinter ihren Teamkolleginnen Vierte und konnte damit ihren U23-Weltmeisterschaftstitel verteidigen.

### Etablierung in der Weltspitze
Die Saison 2021/22 startete mit den Deutschen Meisterschaften in Altenberg, bei denen Berreiter die Silbermedaille gewinnen konnte. Es gelang damit auch die Qualifikation für das Weltcup-Team. Ihre erste Teilnahme an den Olympischen Spielen in Peking krönte sie mit einer Silbermedaille. Für diesen Erfolg wurde sie später auch mit dem Silbernen Lorbeerblatt ausgezeichnet.
Bei den Rennrodel-Weltmeisterschaften 2023 in Oberhof gewann Berreiter die Titel im Einzel und mit der Teamstaffel sowie die Bronzemedaille im Sprintwettbewerb.

## Erfolge

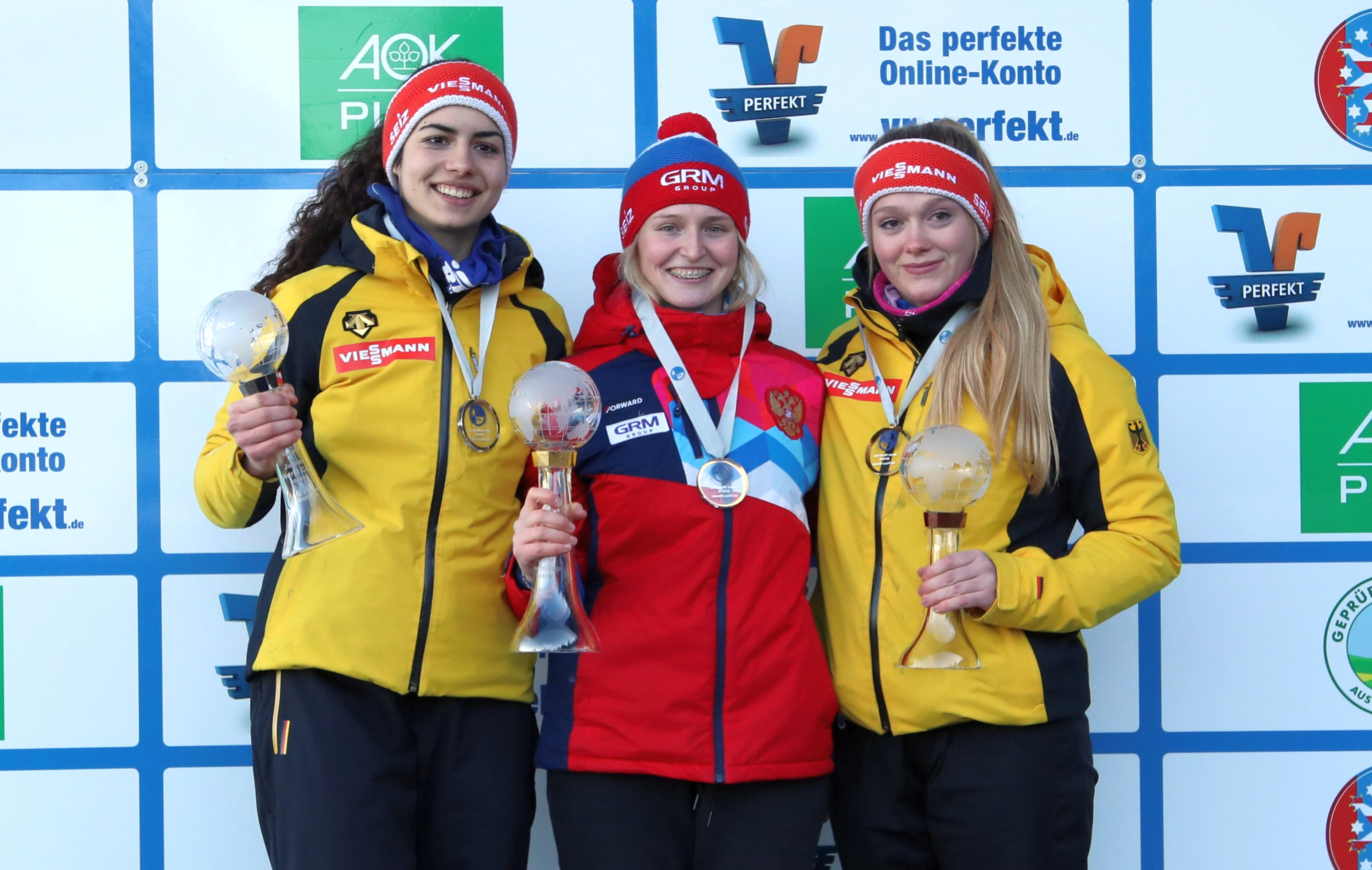
Berreiter als Juniorinnen-Gesamtweltcup-Dritte der Saison 2018/19, mit Jessica Degenhardt und Tatjana Zwetowa

Olympische Winterspiele
- Peking 2022:  Einzel

Weltmeisterschaften
- Königssee 2021:  Sprint
- Oberhof 2023:  Einzel,  Staffel,  Sprint

Juniorenweltmeisterschaften
- Altenberg 2018: 5. Einzel

Junioreneuropameisterschaften
- Oberhof 2017: 5. Einzel
- Winterberg 2018: 6. Einzel
- St. Moritz 2019: 3. Einzel, 1. Staffel

Deutsche Meisterschaften
- Winterberg 2018: 6. Einzel
- Oberhof 2019: 2. Einzel
- Königssee 2020: 5. Einzel
- Königssee 2021: 2. Einzel

### Gesamtweltcup

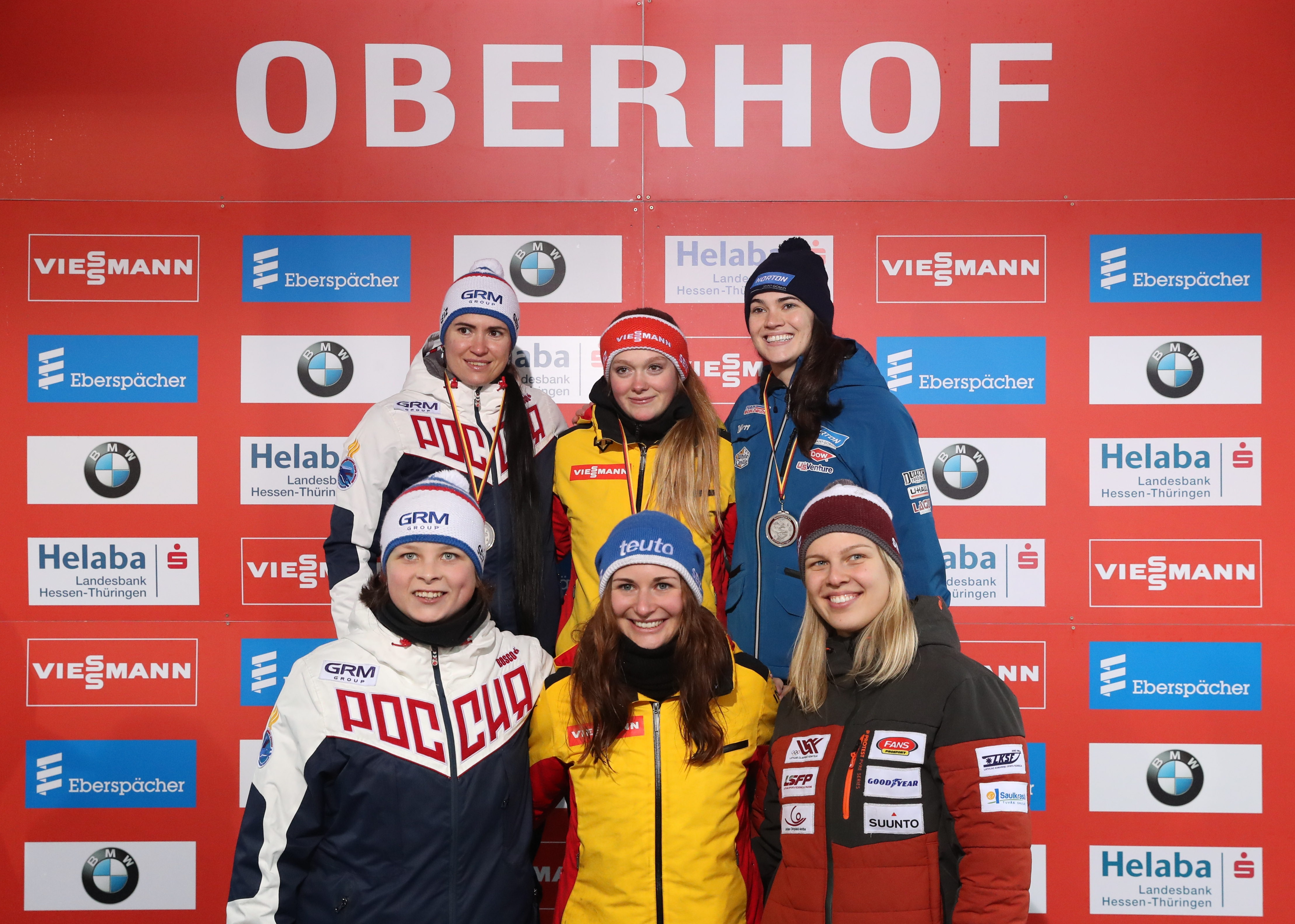
Berreiter als Weltcupsiegerin in Oberhof (2020), mit Tatjana Iwanowa, Summer Britcher, Wiktorija Demtschenko, Julia Taubitz und Kendija Aparjode

| Saison  | Platz | Punkte |
| ------- | ----- | ------ |
| 2019/20 | 04.   | 637    |
| 2020/21 | 19.   | 223    |
| 2021/22 | 04.   | 723    |
| 2022/23 | 03.   | 789    |
| 2023/24 | 02.   | 791    |

### Weltcupsiege
| Nr. | Datum         | Ort       | Bahn                                  |
| --- | ------------- | --------- | ------------------------------------- |
| 1.  | 2. Feb. 2020  | Oberhof   | Rennrodelbahn Oberhof                 |
| 2.  | 29. Feb. 2020 | Königssee | Kombinierte Kunsteisbahn am Königssee |
| 3.  | 27. Nov. 2021 | Sotschi   | Sliding Center Sanki                  |
| 4.  | 15. Jan. 2023 | Sigulda   | Rennrodel- und Bobbahn Sigulda        |
| 5.  | 24. Feb. 2024 | Sigulda   | Rennrodel- und Bobbahn Sigulda        |

| Nr. | Datum        | Ort        | Bahn                                  |
| --- | ------------ | ---------- | ------------------------------------- |
| 1.  | 2. Feb. 2020 | Oberhof    | Rennrodelbahn Oberhof                 |
| 2.  | 1. März 2020 | Königssee  | Kombinierte Kunsteisbahn am Königssee |
| 3.  | 7. Jan. 2024 | Winterberg | Bobbahn Winterberg                    |
| 4.  | 3. März 2024 | Sigulda    | Rennrodel- und Bobbahn Sigulda        |